# Нисино, Кана
Кана Нисино (яп. 西野 カナ, род. 18 марта 1989, Мацусака, Миэ) — поп-певица, поэт-песенник.
Выпускается на SME Records (Sony Music Entertainment Japan). В 2009 году, когда она только ещё недавно начала свою карьеру, журналист CNN утверждал, что она теперь самая популярная певица среди гяру на Сибуе, и воспринял появление молодой певицы на лейбле как переход компании «Сони», ранее без шансов проигрывавшей молодую сибуйскую аудиторию своему сопернику компании Avex, от музыки для 50-летних к чему-то более современному.

## Дискография
Подробнее см. в статье «Kana Nishino discography» в английском разделе.

### Альбомы
- Love One. (2009)
- To Love[англ.] (2010)
- Thank You, Love (2011)
- Love Place (2012)
- With Love (2014)

## Награды

### MTV Video Music Awards Japan
| Год  | Номинируемая работа | Категория                                                | Результат |
| ---- | ------------------- | -------------------------------------------------------- | --------- |
| 2010 | Motto...            | Самая популярная песня караоке                           | Победа    |
| 2011 | «Kimi tte»          | Лучшее поп-видео Самая популярная песня караоке          | Номинация |
| 2011 | to LOVE             | Лучший альбом                                            | Победа    |
| 2012 | «Tatoe Donna ni…»   | Лучшее женское видео (то есть среди исполнителей-женщин) | Номинация |
| 2013 | «Always»            | Лучшее женское видео (то есть среди исполнителей-женщин) | Победа    |

### Japan Record Awards
| Год  | Номинируемая работа | Категория           | Результат |
| ---- | ------------------- | ------------------- | --------- |
| 2010 | to LOVE             | Превосходный альбом | Победа    |
| 2011 | «Esperanza»         | Превосходная работа | Победа    |
| 2012 | «GO FOR IT!!»       | Превосходная работа | Победа    |
| 2012 | Love Place          | Превосходный альбом | Победа    |
| 2013 | «Sayonara»          | Превосходная работа | Победа    |

### Japan Cable Awards
| Год  | Номинируемая работа | Категория         | Результат |
| ---- | ------------------- | ----------------- | --------- |
| 2010 | «Kimi tte»          | Выдающаяся работа | Победа    |
| 2011 | «Watashi-tachi»     | Выдающаяся работа | Победа    |
| 2012 | «Tatoe Donna ni…»   | Выдающаяся работа | Победа    |
| 2013 | «Sayonara»          | Выдающаяся работа | Победа    |

### Japan Gold Disc Award
| Год  | Номинируемая работа | Категория                 | Результат |
| ---- | ------------------- | ------------------------- | --------- |
| 2010 | to LOVE             | 5 лучших альбомов         | Победа    |
| 2010 | «Aitakute Aitakute» | Самая скачиваемая песня   | Победа    |
| 2010 | «if»                | 5 самых скачиваемых песен | Победа    |
| 2010 | «Best Friend»       | 5 самых скачиваемых песен | Победа    |
| 2012 | «Tatoe Donna ni…»   | 5 самых скачиваемых песен | Победа    |

### Billboard Japan Music Awards
| Год  | Номинируемая работа | Категория              | Результат |
| ---- | ------------------- | ---------------------- | --------- |
| 2010 | Кана Нисино         | Лучший поп-исполнитель | Номинация |

### Best Hits Kayosai
| Год  | Номинируемая работа | Категория           | Результат |
| ---- | ------------------- | ------------------- | --------- |
| 2009 | Кана Нисино         | Золотой исполнитель | Победа    |
| 2010 | Кана Нисино         | Золотой исполнитель | Победа    |